# Горня Плоча
44°26′ пн. ш. 15°40′ сх. д. / 44.44° пн. ш. 15.66° сх. д.
Горня Плоча (хорв. Gornja Ploča) — населений пункт у Хорватії, у Лицько-Сенській жупанії у складі громади Ловинаць.

## Населення
Населення за даними перепису 2011 року становило 45 осіб.
Динаміка чисельності населення поселення:

## Клімат
Середня річна температура становить 9,04 °C, середня максимальна – 23,17 °C, а середня мінімальна – -7,06 °C. Середня річна кількість опадів – 1178 мм.
| Клімат поселення                              | Клімат поселення | Клімат поселення | Клімат поселення | Клімат поселення | Клімат поселення | Клімат поселення | Клімат поселення | Клімат поселення | Клімат поселення | Клімат поселення | Клімат поселення | Клімат поселення | Клімат поселення |
| Показник                                      | Січ.             | Лют.             | Бер.             | Квіт.            | Трав.            | Черв.            | Лип.             | Серп.            | Вер.             | Жовт.            | Лист.            | Груд.            |                  |
| Середній максимум, °C                         | 5,79             | 7,22             | 10,91            | 15,24            | 19,69            | 22,80            | 23,17            | 23,03            | 18,78            | 14,38            | 9,05             | 4,98             |                  |
| Середня температура, °C                       | −0,65            | 0,81             | 4,49             | 8,82             | 13,26            | 16,38            | 18,48            | 18,35            | 14,09            | 9,69             | 4,37             | 0,30             |                  |
| Середній мінімум, °C                          | −7,06            | −5,61            | −1,93            | 2,41             | 6,85             | 9,95             | 13,80            | 13,67            | 9,41             | 5,00             | −0,31            | −4,38            |                  |
| Норма опадів, мм                              | 88               | 88               | 90               | 97               | 87               | 83               | 57               | 73               | 117              | 129              | 149              | 120              |                  |
| Середньомісячна швидкість вітру, м/с          | 2.41             | 2.54             | 2.70             | 2.62             | 2.38             | 2.16             | 2.14             | 2.04             | 2.18             | 2.34             | 2.64             | 2.67             |                  |
| Середньомісячна сонячна радіація, кДж/м²·день | 4742             | 7391             | 10881            | 15463            | 19486            | 21643            | 23497            | 20222            | 14868            | 9604             | 5092             | 3905             |                  |
| --------------------------------------------- | ---------------- | ---------------- | ---------------- | ---------------- | ---------------- | ---------------- | ---------------- | ---------------- | ---------------- | ---------------- | ---------------- | ---------------- | ---------------- |
| Джерело:                                      |                  |                  |                  |                  |                  |                  |                  |                  |                  |                  |                  |                  |                  |